# Gidan Rumfa

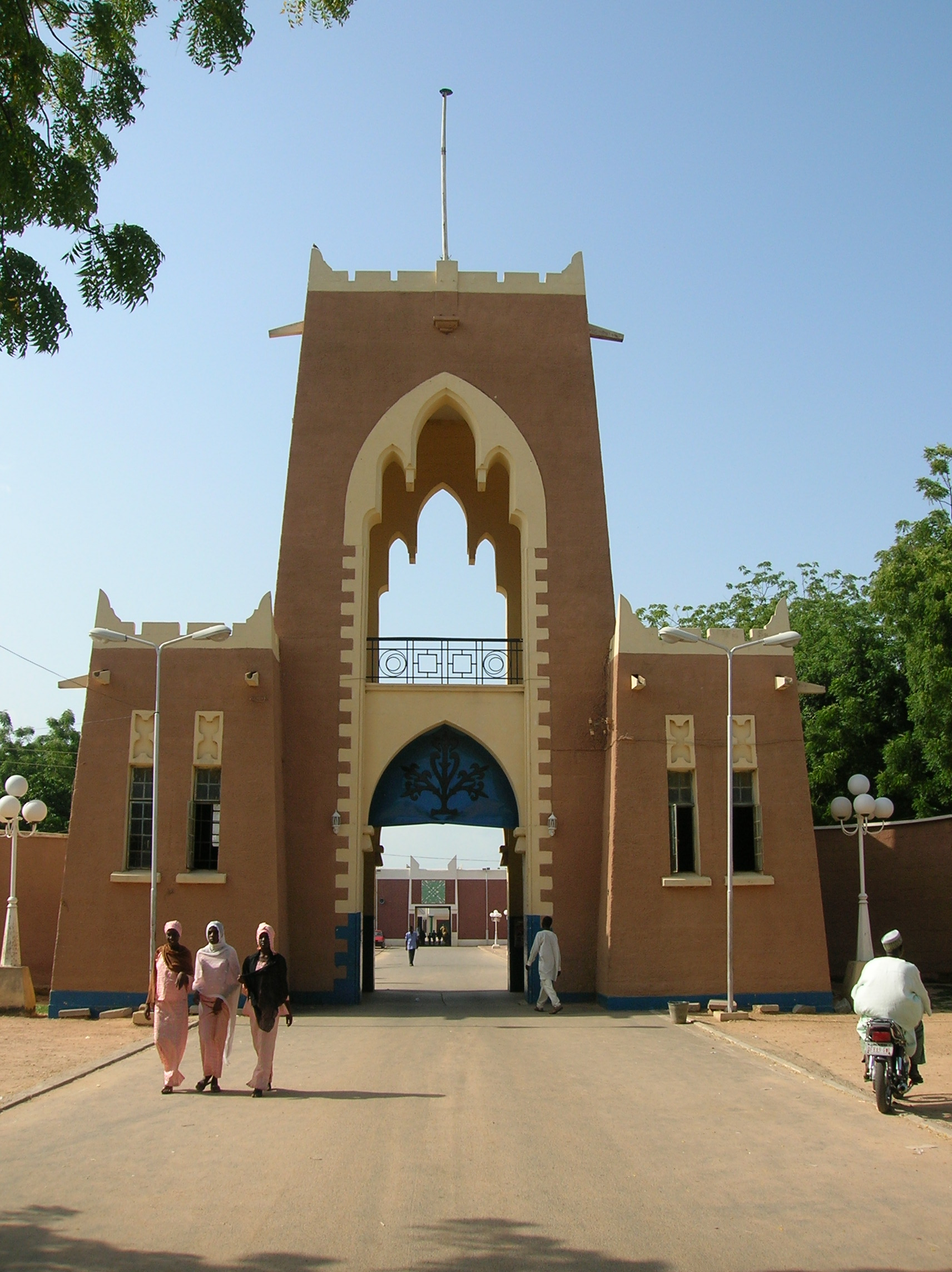
Brama Soron Gabjeje

Gidan Rumfa – pałac emira Kano. Położone w Kano na północy Nigerii. Kompleks pałacowy powstał pod koniec XV wieku za sprawą Muhammada Rumfy. Całość zajmuje powierzchnię ok. 133 tys. m².